# Априкян, Сергей Вардеванович
Сергей Вардеванович Априкян (19 мая 1924 — 2 февраля 2009) — армянский биолог, ботаник и агроном. Доктор биологических наук, профессор. Ветеран Великой Отечественной войны.

## Биография
Родился 19 мая 1924 года в Бердаване (Калача), ССР Армения в семье крестьянина.
В 1938—1939 учебном году окончил 7 классов, затем уехал в город Алаверди, и там работал на медеплавильном заводе до 1942 года. Одновременно учился в вечерней средней школе, которую с отличием окончил в 1942 году. В том же году добровольно пошёл в ряды Советской действующей Армии, где участвовал в боях на Северо-Кавказском и Крымском фронтах. Получил медаль «За отвагу», а в 1985 году был награждён орденом Отечественной войны I степени.
В 1945 году после окончания Великой Отечественной войны был демобилизован и поступил на учёбу в Ереванский сельскохозяйственный институт на агрономический факультет, который окончил в 1950 году. После окончания института был направлен на работу на должность агронома в Калининскую область (сейчас Таширский район), где работал до 1951 года. В 1951—1952 годах работал в лаборатории картофелеводства АН Армянской ССР на должности младшего научного сотрудника. В 1952 году поступил в аспирантуру Ереванского зооветеринарного института при кафедре растениеводства, и в 1955 году с отличием окончил её.
В 1955—1959 годах работал в Оренбургском сельскохозяйственном институте в качестве ассистента кафедры растениеводства. С 1956 года член КПСС. В 1957 году получил учёную степень кандидата биологических наук. В 1959—1966 годах работал в Харьковском зооветеринарном институте в качестве доцента кафедры агрономии и ботаники. В 1966—1980 годах работал в Ботаническом институте АН Армянской ССР на должности старшего научного сотрудника. В 1977 году присуждена ученая степень доктора биологических наук. Научным руководителем докторской работы был Александр Александрович Фёдоров. В 1980—1994 работал в Кироваканском (сейчас Ванадзор) педагогическом институте заведующим кафедрой ботаники. В 1981 ему было присвоено ученое звание профессора по кафедре ботаники. В 1994—1998 годах работал в институте традиционной медицины заведующим кафедрой естественных наук. В 1998—2005 годах работал в Ереванском институте Айбусак заведующим кафедрой биологии.
Скончался 2 февраля 2009 года в Ереване.

## Научная деятельность
За годы научной деятельности опубликовано свыше 84 научных статей. Сергею Априкяну принадлежат разработки 14 республиканских стандартов по кормовым, пищевым и декоративным растениям. Им составлен также ряд учебно-методических указаний для студентов биологического и педагогического факультетов.
Является заявителем изобретения - средства, пролонгирующего продолжительность жизни лабораторных животных (номер патента -   2087153).
Он собрал уникальную коллекцию армянского женьшеня — лоштака. Большую научную и практическую ценность представляют и другие работы учёного, в частности, капитальный труд о полезных для здоровья человека растениях, произрастающих на территории Армении, разработка новых травянистых растений для озеленения города. В 2007 году написал книгу о земляной груше, предложив использовать этот продукт в качестве источника сахара, лечебных препаратов. Книгу он посвятил памяти жены врача-фтизиатра Тамары Георгиевны. Книга будет издана в будущем.

## Семья
В 1956 году женился.
Сын — Вартан Априкян, известный учёный-иммунолог.
Брат — Гурген Априкян, известный биохимик.